# 蓋伯拉許·崔普伍德
蓋伯拉許·崔普伍德（英語：Guybrush Threepwood）是電子遊戲公司LucasArts發行的《猴島小英雄》冒險遊戲系列主角。
在一些中文電腦遊戲雜誌專欄或遊戲代理商多以「小蓋」簡稱之。

## 作品中的描述
蓋伯拉許是一名立志成為海盜的年輕人。為了能取得海盜身分資格，某日他來到加勒比海裡混亂島（Melee Island）上接受測試。之後在測試過程中，蓋伯拉許認識了令他心儀的對象──混亂島女領主「伊蓮·瑪蕾」；以及同樣想追求伊蓮、俱有不死魔力的邪惡鬼船長「老查克」。而蓋伯拉許在他往後的海盜冒險過程中，皆不時與企圖從他身上奪走伊蓮的老查克對抗。
在《猴島小英雄》系列裡蓋伯拉許常被描述成有些性格帶著孩子氣、有點靠不太住的青年，而他個人沒特別厲害拿手的專長，除了「在水中憋氣十分鐘」。蓋伯拉許在遊戲中常遇到各種荒謬無厘頭的困境，但總能幸運化險為夷，並常以一些幽默的句白來挖苦對手。
作品當中，蓋伯拉許最常用的自我介紹台詞是「我是蓋伯拉許·崔普伍德，偉大的海盜™」（I am Guybrush Threepwood, Mighty Pirate™）。

## 名稱來源
此角色名稱靈感源自當時在《猴島的秘密》裡負責美工的史蒂夫·普賽爾。起初在蓋伯拉許尚未被正式命名前，在電腦上關於他的繪製草圖文件是被臨時取了一個名為「小夥子」（Guy）的檔案名稱，之後史蒂夫·普賽爾想到這些繪製文件是由美商藝電發行的《Deluxe Paint》點陣圖圖像編輯器所完成；並且是屬於「筆刷」（Brush）形式繪製的圖形檔案，之後便將「Guy」與「Brush」合併成「GuyBrush」（蓋伯拉許）做為此遊戲人物名稱，並將此繪製存檔重新命名為「guybrush.bbm」。
而「崔普伍德」（Threepwood）的姓氏則是後續引用自小說家佩勒姆·格倫維爾·伍德豪斯的著作《Blandings Castle and Elsewhere》裡登場的人物姓氏。

## 配音
從1997年LucasArts發行《猴島小英雄》系列裡首部備有角色配音的作品《猴島的詛咒》起，往後推出的作品中關於蓋伯拉許的配音部份；皆全由多米尼克·阿曼托負責擔任。

## 反應
在一些期刊報導中；蓋伯拉許於電子月刊Game Informer的2011年史上前50位電子遊戲人物排行裡，列為第38名。《帝國雜誌》則把蓋伯拉許列為電子遊戲史上最佳前50位角色第7名，並評析「蓋伯拉許身上一無是處的缺點，反而成為他的魅力所在」以及「電子冒險遊戲界中最叫人喜愛的人物」。報刊《觀察家報》則將蓋伯拉許評列在電子遊戲界中前10大角色之一、且表示著「即使遊戲界日新月異，蓋伯拉許仍是個難忘的存在」。
而關於電子遊戲評論網站上；GamesRadar的100大遊戲英雄人物裡，蓋伯拉許在獲得第10名成績中被評論著「他傻氣的模樣正是迷人的地方」及「不但是個不平凡的海盜、也是個與眾不同的英雄」。另外在UGO Networks的史上100大娛樂英雄角色排行上，得到第54名成績。IGN另將蓋伯拉許列為有資格躍上大銀幕作品的遊戲角色之一，其理由表示著「既然《神鬼奇航》系列電影都在市場上叫座，何不來些更俱趣味幽默感的？」而GameSpot網站另曾舉行過最佳遊戲角色投票，當時蓋伯拉許雖為票選名單成員之一，但在競選過程中輸給《汪達與巨像》的主角汪達。

## 引用作品
LucasArts後續曾在自家推出的動作冒險遊戲《印地安納瓊斯：末日危機》以及《星際大戰：原力釋放 II》裡，可以輸入特定的密碼讓玩家操控的角色外觀變成蓋伯拉許列的模樣。另外由Cyberdreams出品的恐怖冒險遊戲《黑暗之蠱》的一些場景裡，也有出現刻意寫著蓋伯拉許列姓氏的墓碑。

## 外部連結
- 互联网电影数据库上蓋伯拉許·崔普伍德的资料